# ヒーラー〜最高の恋人〜
『ヒーラー〜最高の恋人〜』（ヒーラー さいこうのこいびと、原題：힐러）は、韓国のテレビドラマ。2014年から2015年にKBSで放送された。全20話。主演はチ・チャンウク、パク・ミニョン。日本では衛星劇場などで放送。

## 登場人物

### 主要人物
ソ・ジョンフ（パク・ボンス）
演 - チ・チャンウク
闇の便利屋、コードネームはヒーラー
チェ・ヨンシン（オ・ジアン）
演 - パク・ミニョン
インターネット新聞「サムデー」記者
キム・ムンホ
演 - ユ・ジテ
テレビ局スター記者

### 闇の便利屋
チョ・ミンジャ
演 - キム・ミギョン
ヒーラーのパートナー、元刑事
カン・デヨン
演 - デミ
ヒーラーの子分

### 海賊放送の仲間
キ・ヨンジェ
演 - オ・グァンノク
ジョンフの師匠、ジョンフの父の友人
キム・ムンシク
演 - パク・サンウォン
ムンホの兄、チェイル新聞会長
チェ・ミョンヒ
演 - ト・ジウォン
ムンシクの妻
ソ・ジュンソク
演 - チ・イルジュ
ジョンフの亡父
オ・ギルハン
オ・ジョンヒョク
ミョンヒの前夫

### ヨンシンの周辺人物
チェ・チス
演 - パク・サンミョン
ヨンシンの養父、弁護士
チョルミン
演 - ウ・ヒョン
カフェ従業員

### その他
ユン・ドンウォン
演 - チョ・ハンチョル
刑事
ジョンフの母
演 - イ・ギョンシム
ジョンフの実母

## 賞とノミネート
| 年度 | 賞                      | カテゴリー                 | 受賞者                        | 結果       |
| ---- | ----------------------- | -------------------------- | ----------------------------- | ---------- |
| 2014 | KBS演技大賞             | 優秀俳優賞                 | チ・チャンウク                | ノミネート |
| 2014 | KBS演技大賞             | 優秀俳優賞                 | ユ・ジテ                      | ノミネート |
| 2014 | KBS演技大賞             | 優秀女優賞                 | パク・ミニョン                | 受賞       |
| 2014 | KBS演技大賞             | 人気俳優賞                 | チ・チャンウク                | 受賞       |
| 2014 | KBS演技大賞             | ベストカップル賞           | チ・チャンウク パク・ミニョン | 受賞       |
| 2015 | 第4回APANスターアワード | ミニシリーズ部門優秀俳優賞 | チ・チャンウク                | ノミネート |
| 2015 | 第4回APANスターアワード | 最優秀助演女優賞           | ト・ジウォン                  | ノミネート |
| 2016 | 第4回Drama Fever Awards | ベストカップル賞           | チ・チャンウク パク・ミニョン | 受賞       |
| 2016 | 第4回Drama Fever Awards | 最優秀韓国ドラマ           | ヒーラー                      | 受賞       |